# Trina Jackson
Trina Jackson (16 febbraio 1977) è un'ex nuotatrice statunitense.
Specializzata nello stile libero e nella farfalla, ha vinto la medaglia d'oro nella staffetta 4x200 m sl ai Giochi olimpici di Atlanta 1996.

## Palmarès
- Giochi olimpici

Atlanta 1996: oro nella 4x200m sl.
- Mondiali in vasca corta

Palma di Maiorca 1993: argento nei 400m sl, bronzo negli 800m sl e nella  4x200m sl.
- Giochi PanPacifici

Atlanta 1995: oro nella 4x200m sl, argento nei 400m sl e bronzo negli 800m sl.
- Giochi panamericani

Mar del Plata 1995: oro negli 800m sl, nei 200m farfalla e nella 4x200m sl.